# إنديو (لاعب كرة قدم مواليد 1996)
إنديو (بالبرتغالية: Matheus Índio‏) هو لاعب كرة قدم برازيلي في مركز الوسط، ولد في 28 فبراير 1996 في ريو دي جانيرو في البرازيل. شارك مع منتخب البرازيل تحت 15 سنة لكرة القدم ومنتخب البرازيل تحت 17 سنة لكرة القدم. أما مع النوادي، فقد لعب مع نادي بينابولينيزي ونادي فاسكو دا غاما.

## وصلات خارجية
- إنديو (لاعب كرة قدم مواليد 1996) على موقع قاعدة بيانات كرة القدم.إي يو (الإنجليزية)
- إنديو (لاعب كرة قدم مواليد 1996) على موقع Soccerway.com (الإنجليزية)
- إنديو (لاعب كرة قدم مواليد 1996) على موقع AS.com (الإسبانية)